# Чехословацька гуситська церква в Підкарпатській Русі
Релігійні громади Чехословацької Церкви (ЧСЦ) на Підкарпатській Русі були створені з 1922 року в межах єпархії цієї Церкви, до складу якої входили Словаччина і Підкарпатська Русь. Духовне управління тут здійснювалося через єпископа Оломоуцького.

## Історичний огляд
Перші зусилля представників ЧСЦ на території Підкарпатської Русі були спрямовані на американських словаків, завдяки яким вони хотіли використати свій вплив на території Словаччини та Підкарпатської Русі, що, однак, не вдалося. Згодом у 1922 році була спроба заснувати релігійну громаду в Братиславі, але навіть цей крок був перешкоджений. Державне визнання на території Словаччини та Підкарпатської Русі воно отримало лише у 1925 році.
На Підкарпатській Русі в 1931 році було засновано дві релігійні громади з двома духовенствами — в Хусті (священник Йосиф Соучек) та в Ужгороді (священник Павел Боуда).
Розвиток відбувався далі: Ужгород (1927) • Хуст (1928) • Мукачево (1931) • Слатинські Доли (1931).
У 1939 році, після створення Словацької держави та окупації південної Словаччини та Підкарпатської Русі Угорщиною, духовна влада тут була придушена, фактично зникла. На час розпаду релігійних громад після анексії Угорщиною в Ужгороді нараховується 800 віруючих, у Мукачеві — 400.
У 1939 році діяльність ЧСЦ була повністю заборонена в Словаччині. Ця заборона була знята лише після поділу країн у 1993 році.

### Зовнішні посилання
- Коротка історія CČSH